# Gene Sarazen
Eugene "Gene" Sarazen, född 27 februari 1902, död 13 maj 1999, var en amerikansk golfspelare och en av de få som lyckades vinna alla fyra majors under sin karriär.
Han föddes i New York som Eugenio Saraceni (bet. muslim), son till en italiensk snickare som krävde att Gene skulle välja samma yrke. Han drabbades dock av en sjukdom och blev ordinerad av läkaren att vara ute i friska luften för att läka sjukdomen. Tack vare denna ordination kunde Sarazens fantastiska karriär ta sin början. Hans genombrott kom 1922 då han vann både US Open och PGA Championship och när karriären var slut ett halvt sekel senare hade han vunnit 7 majors bland sina 39 proffstävlingar.
Sarazen uppfann sandwedgen i början av 1930-talet men det var med en lillspoon (träfyra) som han på sista rundan av Masters 1935 slog sitt andra slag 215 meter i hål på det 15:e hålet, par 5. Han vann tävlingen efter särspel och hans  albatross blev omtalad som The shot heard 'round the world. Vid 21 års ålder hade han vunnit tre av sina sju majors och sin sista major spelade han 1973 i The Open på Troon, 71 år gammal. Han gjorde då hole-in-one på det korta 8:e hålet och dagen efter satte han ett bunkerslag på samma hål.

## Majorsegrar
- 1922 US Open
- 1922 PGA Championship
- 1923 PGA Championship
- 1932 US Open
- 1932 The Open Championship
- 1933 PGA Championship
- 1935 The Masters Tournament

## Utmärkelser
- Invald i World Golf Hall of Fame 1974
- Invald i PGA Hall of Fame 1940
- Efter sin karriär blev han hedersstarter på The Masters.